# Basilio el Mayor
Basilio el Mayor (en griego antiguo: Βασιλείος ό Γέρος; Caesarea Cappadociae, 270-ca. 345, Ebenda) es un santo católico, padre de San Basilio el Grande, originario de Neocesarea en el Ponto (península de Anatolia). Su fiesta es el 30 de mayo.

## Biografía breve
Parece ser que el hijo de Macrina la Mayor marchó con su familia a las costas del Mar Negro durante la persecución de los cristianos en los tiempos del emperador romano Galerio. Versado en derecho y buen orador, destacó por su virtud. Casó con Emilia (Emmelia), perteneciente a una rica familia y se estableció en Cesarea. Allí, él y su esposa, con la ayuda de su madre, formaron una familia que sería muy importante en la historia del primer cristianismo. De sus nueve hijos (según algunas fuentes, diez), cinco de ellos son recordados por su nombre y se consideran santos: Basilio el Grande, Gregorio de Nisa, Pedro de Sebaste, Naucracio y Santa Macrina la Joven. Después de su muerte, en los terrenos familiares se formó una comunidad monástica para mujeres vírgenes.